# Andorra közigazgatása
Andorra hét közösségre oszlik, amelyeket katalánul parróquiesnek neveznek. Az apró hercegség sokáig mindössze csak hat közösséggel, vagy más néven völggyel rendelkezett. A hetediket, Escaldes-Engordanyt csak 1978-ban hozták létre. 

A hét völgy tehát a következő:
| közösség            | székhely              | terület | népesség  |
| ------------------- | --------------------- | ------- | --------- |
| Andorra la Vella    | Andorra la Vella      | 59 km²  | 21 189 fő |
| Canillo             | Canillo               | 121 km² | 2 706 fő  |
| Encamp              | Encamp                | 74 km²  | 10 595 fő |
| Escaldes-Ergodany   | Les Escaldes-Ergodany | 65 km²  | 15 299 fő |
| La Massana          | La Massana            | 61 km²  | 6 276 fő  |
| Ordino              | Ordino                | 89 km²  | 2 283 fő  |
| Sant Julià de Lòria | Sant Julià de Lòria   | 60 km²  | 7 623 fő  |